# アスリートの輝石
『アスリートの輝石』（アスリートのきせき）は、BS日テレで毎週日曜日に放送されていたスポーツドキュメンタリー番組。

## 内容
「今を輝くトップアスリートが、どのような幼少期を過ごし、世界で戦う選手に成長を遂げたのか」を番組コンセプトに、
積み重ねてきた努力の日々や、世界を目指す契機となったエピソードを紹介。
さらに「将来、トップアスリートとして世界を目指し羽ばたく原石たちの挑戦する姿」にも迫るスポーツドキュメンタリー番組。

## 番組ナビゲーター
- 西尾由佳理（元日本テレビアナウンサー）
- 清水富美加（2016年7月3日 - 2017年2月12日）

## スタッフ
- ナレーション：小野寺一歩（2016年７月〜2017年3月）
- 構成：鈴木浩介・橋本大介
- CG：キャニットG
- 技術協力：NiTRO
- 写真協力：フォート・キシモト
- MA：浜口崇
- 音効：杉山謙一郎
- デスク：村田明美
- 制作進行：仲田竜馬・天野慈子
- 演出：大竹 暁
- ディレクター：石川直志・新井聡史・千田良一・久保芳夫
- プロデューサー：菊地武・中田智久・中村壮詔・栄永英幸・村田聡子・五十嵐 貢
- チーフプロデューサー：西牟田知夫
- 制作協力：電通・Passion
- 製作著作：BS日テレ

## 放送時間
いずれも日曜日に放送。
- 23:00 - 23:30（2012年7月8日 - 2013年3月30日、2015年10月4日 - 2016年3月26日）
- 22:54 - 23:24（2013年4月7日 - 2015年9月26日）
- 17:30 - 18:00（2016年4月3日 - 2017年3月26日）